# Rafajlo Ban
Rafajlo Ban je bio hrvatski gimnastičar iz Sušaka. Uspio je ući u državnu reprezentaciju u vrijeme kad je bila jednom od triju najjačih na svijetu, što je malo kojem Hrvatu u ono vrijeme uspjelo. Slično je uspjelo samo njegovom mještaninu Dragutinu Ciottiju.
1930. je na svjetskom prvenstvu u Luksemburgu osvojio brončano odličje u momčadskom nastupu. To je odličje bilo prvo odličje na nekom svjetskom prvenstvu koju je osvojio jedan Hrvat.